# Universidade de Ciências Aplicadas do Reno-Waal
Rhine-Waal University of Applied Sciences (em alemão:  Hochschule Rhein-Waal) ou HSRW, é uma universidade pública alemã na Renânia do Norte-Vestfália com um foco académico internacional. A universidade foi inaugurada com o Semestre de Inverno de 2009/10, e alcançou a sua actual dimensão em 2013, com cerca de 5.000 alunos. A universidade possui dois pólos: Kleve e Kamp-Lintfort.
O nome para a universidade foi adotado a partir do nome alemão para o rio Reno e do nome holandês do rio Waal. Na área entre estes dois rios, formou-se um grupo de desenvolvimento chamado "Euregio Rhine-Waal", sendo a universidade uma das atividades desse grupo.
A atual Presidente da universidade é a Dr. Oliver Locker-Grütjen.

## História
O governo do estado de Renânia do Norte-Vestfália, organizou um concurso para a criação de três novas Universidades em 28 de Maio de 2008. Os candidatos foram Kleve e o "We-4"-cities (Kamp-Lintfort, Moers, Neukirchen e Rheinberg), mas o conceito de universidades separadas foi descartado. Em vez disso, em novembro de 2008, a responsabilidade foi atribuída conjuntamente para os dois candidatos concorrentes Kleve e Kamp-Lintfort, para estabelecer uma universidade com dois pólos. Em abril de 2009, o Prof. Dr. Marie-Louise Klotz foi nomeado Presidente e Prof. Dr. Martin Goch, como Vice-Presidente da universidade. A fundação oficial data da Universidade era de 1 de Maio de 2009.
No semestre de inverno de 2009/2010, os alunos foram capazes de se inscrever em Kamp-Lintfort, para os três primeiros cursos de Negócios Internacionais e Ciências Sociais, Bio Ciência e Saúde, e e-Governo .
A universidade em breve ofereceria 25 cursos e 3 de Mestrado , ministrado em inglês (70% dos programas) ou em alemão, pelas quatro faculdades de Tecnologia e Biónica (Kleve), Ciências da Vida (Kleve), Sociedade e Economia (Kleve) e Comunicação e Ambiente (Kamp-Lintfort). A meta geral é oferecer 29 licenciaturas e cinco programas de mestrado. Os períodos de estudo para as licenciaturas e os cursos de mestrado são de 7 semestres e 3 semestres, respectivamente.

## Orientação Técnica
A fim de construir uma rede eficaz com empresas locais, o ênfase tem sido focado nas disciplinas  de matemática, informática, ciências naturais e tecnologia, tecnologia da informação e comunicação, vendas, engenharias, economia agrícola e engenharia agrícola, logística, energia e tecnologia ambiental).

## Instalações

### Biblioteca
As instalações da biblioteca da universidade estão disponíveis tanto para os membros da Universidade como usuários externos.

### Lazer e Educação
Os alunos têm a oportunidade de participar gratuitamente no esporte universitário.

### Cursos de Línguas
Sendo uma universidade internacional, a universidade oferece uma variedade de cursos de idiomas de graça.

### Centro De Pesquisa
O Centro de Pesquisas oferece financiamento para investigação e transferência de conhecimentos e tecnologia.